# Chantalle Zijderveld
Chantalle Zijderveld (17 september 2000) is een Nederlandse voormalig zwemster en drievoudig Paralympisch kampioene. Ze won goud in Tokio 2020 op de 100 meter schoolslag en 200 meter wisselslag. In Parijs 2024 verdedigde ze haar titel op de 100 meter schoolslag met succes. Ze werd drievoudig wereldkampioene en veroverde vijf Europese titels. Op dertienjarige leeftijd won ze in Eindhoven haar eerste Europese titel op de 100 meter schoolslag in een nieuw Europees record. Na een half leven vol topsport, vond Zijderveld het in 2024 genoeg geweest, en richtte ze zich voortaan op haar beroep als accountant.

## Biografie

### Jong gestart
Zijderveld begon op zesjarige leeftijd met diplomazwemmen. Een jaar later deed ze voor het eerst aan wedstrijden mee, maar ze werd gediskwalificeerd, omdat ze de kant niet met twee handen kon aantikken. Ze is namelijk geboren zonder rechterhand en kan haar schouder niet goed draaien dankzij een schouderblokkade. Een clubgenote vertelde dat ze, net als zij, paralympisch gekeurd kon worden. Na de keuring werd ze uitgenodigd voor een 'Talentdag' van de Koninklijke Nederlandse Zwembond. Hier "werd ze ontdekt" en mocht ze gaan trainen met het paralympische team. In 2010 waren de wereldkampioenschappen parazwemmen in Eindhoven, en Zijderveld was er als vrijwilliger bij. Ze vond dit zo geweldig, dat ze de geest kreeg om er later zelf aan deel te nemen.

### Nederlandse zwemploeg
In 2012 werd ze internationaal gekeurd in de klassen, S10, SB9, SM10 (dit zijn klassen voor mensen met een lichte beperking).
Na de Paralympische Spelen van 2012 werd ze lid van het Nederlands nationale team.
Ze maakte haar internationale debuut in Montereal in 2013. In eerste instantie haalde ze de limiet net niet, het scheelde maar 0,16 seconden. Enkele weken later kreeg ze telefoon dat ze toch mee kon. Hier behaalde ze een zesde plaats op de 100m schoolslag.
In 2014 zwom ze een wereldrecord op de 50m schoolslag. Een paar maanden later behaalde ze in Eindhoven haar eerste Europese titel op de 100m schoolslag met een Europees record.
In 2015 op het WK in Glasgow zwom ze naar haar eerste wereldtitel.
Op de Spelen in Rio in 2016 behaalde ze olympisch brons op de 100m schoolslag, het goud was voor landgenote Lisa Kruger die ook haar wereldrecord verbrak. Maar ze zette deze terug op haar naam in 2017, opnieuw in Eindhoven.
Op het EK in Glasgow behaalde ze opnieuw goud op de 100m schoolslag en verbeterde haar eigen record met 1,4 seconden. Hier behaalde ze ook de titel op de 50 en 100m vrije slag en zilver op de 200m vlinderslag.
In 2019 nam ze opnieuw deel aan de wereldkampioenschappen. In 2017 werden de kampioenschappen in Mexico afgelast wegens aardbevingen. In Londen bevestigde ze niet alleen haar wereldtitel op de 100m schoolslag maar behaalde ze ook goud en een wereldrecord op de 200m wisselslag. Op de 100m vrije slag behaalde ze zilver.
In 2021 behaalde ze op de Paralympische Spelen van Tokyo een bronzen medaille op de 100m vlinderslag, zilveren medailles op de 50m en de 100m vrije slag en goud op de 100m schoolslag en de 200m wisselslag. Hierbij behaalde ze ook een wereldrecord.

## Palmares

### Paralympische Spelen
| Evenement   | Resultaat | Onderdeel                        |
| ----------- | --------- | -------------------------------- |
| Parijs 2024 | Goud      | 100m schoolslag sb9              |
|             | Zilver    | 4x100m wisselslag gemixt (34ptn) |
| Tokio 2021  | Goud      | 100m schoolslag sb9              |
|             | Goud      | 200m wisselslag sm10             |
|             | Zilver    | 50m vrije slag S10               |
|             | Zilver    | 100m vrije slag S10              |
|             | Brons     | 100m vlinderslag S10             |
| Rio 2016    | 9de       | 100m vrije slag s10              |
| Rio 2016    | 8ste      | 100m vlinderslag s10             |
| Rio 2016    | 6de       | 200m wisselslag sm10             |
| Rio 2016    | 4de       | 50m vrije slag s10               |
| Rio 2016    | Brons     | 100m schoolslag sb9              |
|             |           |                                  |

### Wereldkampioenschappen
| Evenement       | Resultaat | Onderdeel            |
| --------------- | --------- | -------------------- |
| Manchester 2023 | Goud      | 100m schoolslag sb9  |
| Londen 2019     | Goud      | 100m schoolslag sb9  |
| Londen 2019     | Goud      | 200m wisselslag sm10 |
| Londen 2019     | Zilver    | 100m vrije slag s10  |
| Londen 2019     | Brons     | 50m vrije slag s10   |
| Glasgow 2015    | Goud      | 100m schoolslag sb9  |
| Glasgow 2015    | 5de       | 100m vrije slag s10  |
| Glasgow 2015    | 5de       | 50m vrije slag s10   |
| Glasgow 2015    | 6de       | 200m wisselslag sm10 |
| Montreal 2013   | 6de       | 100m schoolslag sb9  |
| Montreal 2013   | 7de       | 200m wisselslag sm10 |

### Europese kampioenschappen
| Evenement      | Resultaat | Onderdeel                     |
| -------------- | --------- | ----------------------------- |
| Funchal 2024   | Goud      | 100m schoolslag sb9           |
|                | Goud      | 4x100m wisselslag mixed 34ptn |
| Dublin 2018    | Goud      | 100m schoolslag sb9           |
| Dublin 2018    | Goud      | 50m vrije slag s10            |
| Dublin 2018    | Goud      | 100m vrije slag s10           |
| Dublin 2018    | Zilver    | 200m wisselslag sm10          |
| Dublin 2018    | 5de       | 100m vlinderslag s10          |
| Funchal 2016   | Goud      | 100m schoolslag sb9           |
| Funchal 2016   | Brons     | 100m vrije slag s10           |
| Funchal 2016   | Brons     | 50m vrije slag s10            |
| Funchal 2016   | Brons     | 200m wisselslag sm10          |
| Funchal 2016   | 6de       | 100m vlinderslag s10          |
| Funchal 2016   | 8de       | 100m rugslag s10              |
| Funchal 2016   | 9de       | 400m vrije slag s10           |
| Eindhoven 2014 | Goud      | 100m schoolslag sb9           |
| Eindhoven 2014 | 4de       | 200m wisselslag sm10          |
| Eindhoven 2014 | 9de       | 100m vlinderslag s10          |
| Eindhoven 2014 | 10de      | 400m vrije slag s10           |